# Onthophagus nigerrimus
Onthophagus nigerrimus là một loài bọ cánh cứng trong họ Bọ hung (Scarabaeidae).